# 杭间
杭间（1961年—），中国设计学理论家，现任包豪斯研究院院长、中国美术学院美术馆馆长、教授、博士生导师。系教育部高等学校艺术学理论类专业教学指导委员会副主任委员、中国美术家协会理事、理论委员会副主任。曾任中国美术学院副院长，中国美术学院院长助理，清华大学美术学院副院长，清华大学美术学院艺术史论系系主任，汕头大学长江艺术与设计学院常务副院长，《装饰》杂志主编，中国国家画院美术研究院副院长等职。

## 生平
1961年出生于浙江，1987年毕业于中央工艺美术学院史论系本科，获文学学士学位；1995毕业于中央工艺美术学院史论系，获文学博士学位；2006年在美国康乃尔大学绘画与城市规划学院做高级访问学者。曾获教育部、国务院学位委员会首届“全国优秀博士学位论文奖”、教育部第四届“高校青年教师奖”等奖项。

## 著作
主要著作有《中国工艺美学史》、《中国设计史》、《设计的善意》、《蝉声：1990年的记忆》（诗集）等。主编有《中国著名设计师学术访谈丛书》、《中国古代物质文化经典图说丛书》、《陈叔亮文集》等。

## 学生
其所带的博士生陈彦青，现任汕头大学长江艺术与设计学院副院长、副教授、硕士生导师。